# Lycenchelys hadrogeneia
Lycenchelys hadrogeneia és una espècie de peix de la família dels zoàrcids i de l'ordre dels perciformes.

## Morfologia
- Els mascles poden assolir 18,2 cm de longitud total.[4]

## Hàbitat
És un peix marí i d'aigües profundes que viu entre 700-1.000 m de fondària.

## Distribució geogràfica
Es troba al Pacífic: l'Equador.

## Observacions
És inofensiu per als humans.